# Trimpont

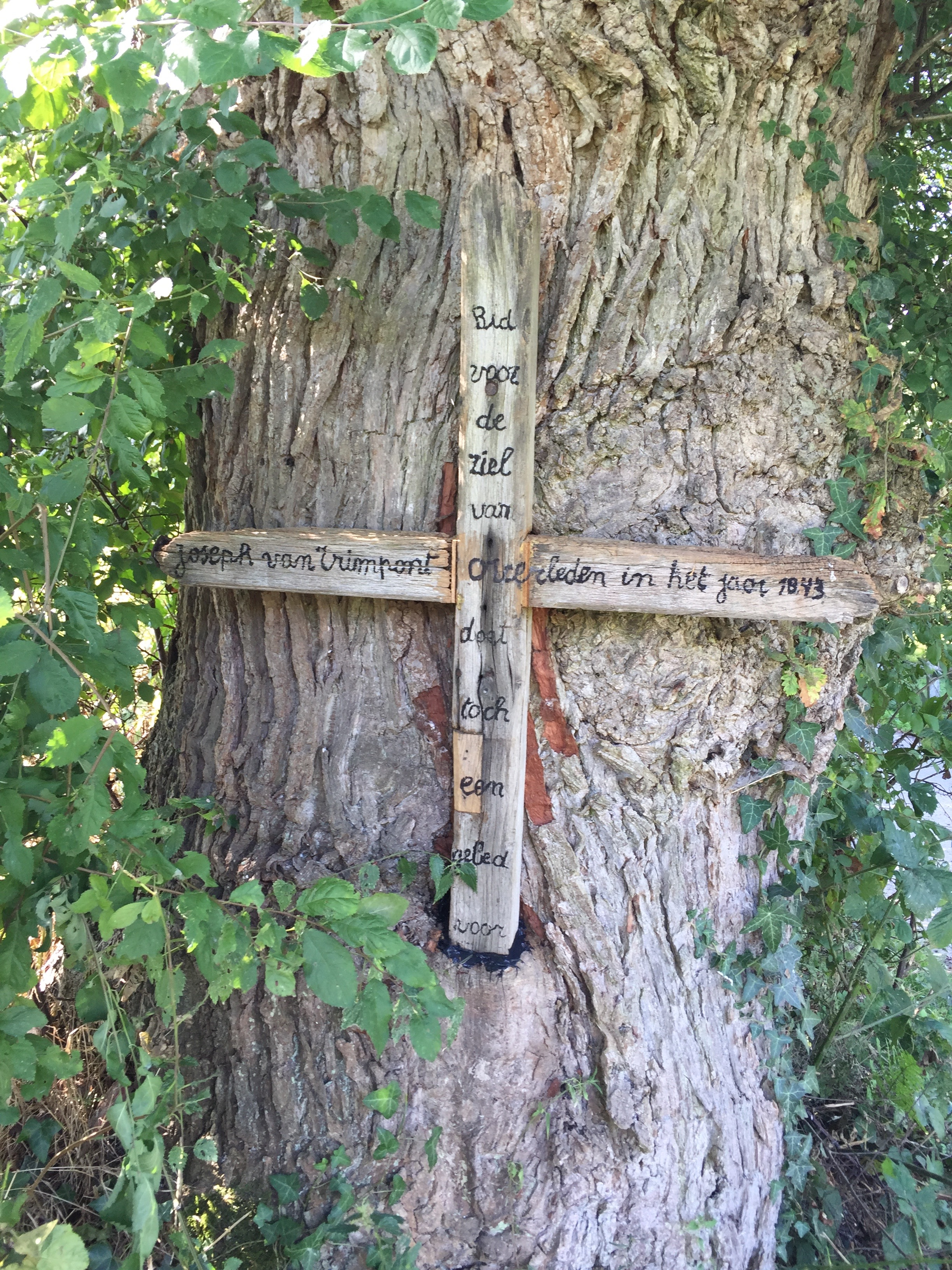
Kruis Joseph van Trimpont 1843

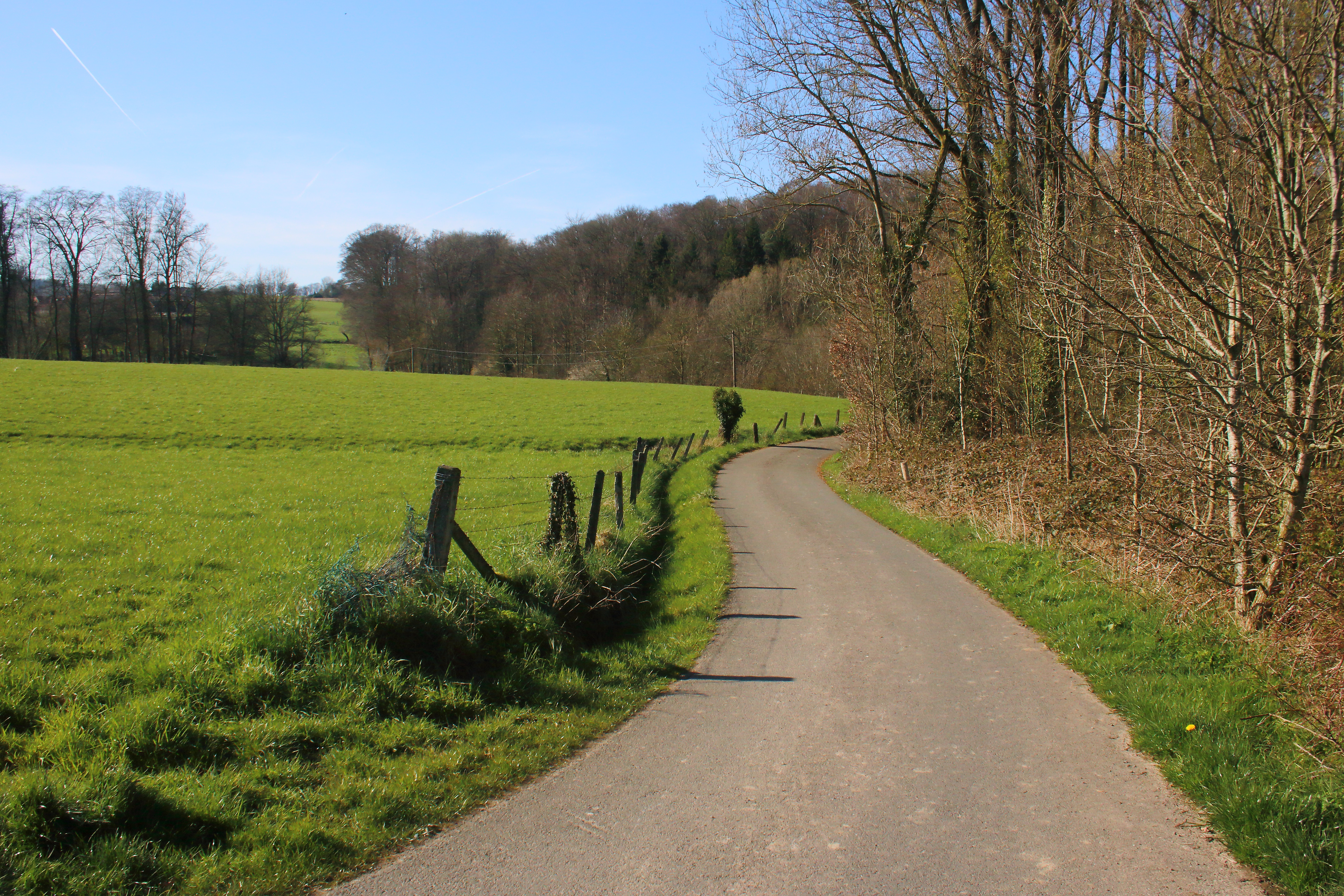
Trimpont

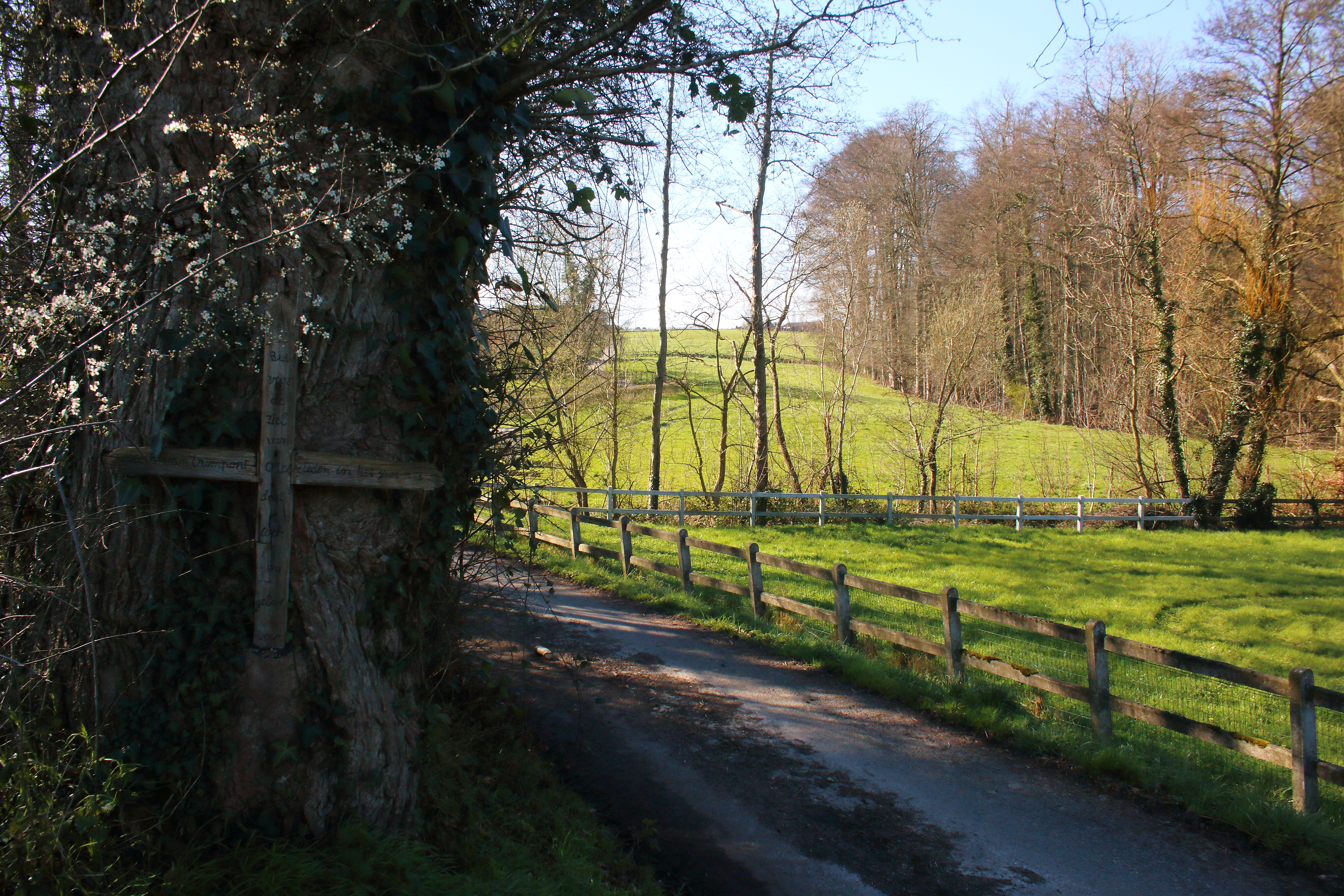
Trimpont

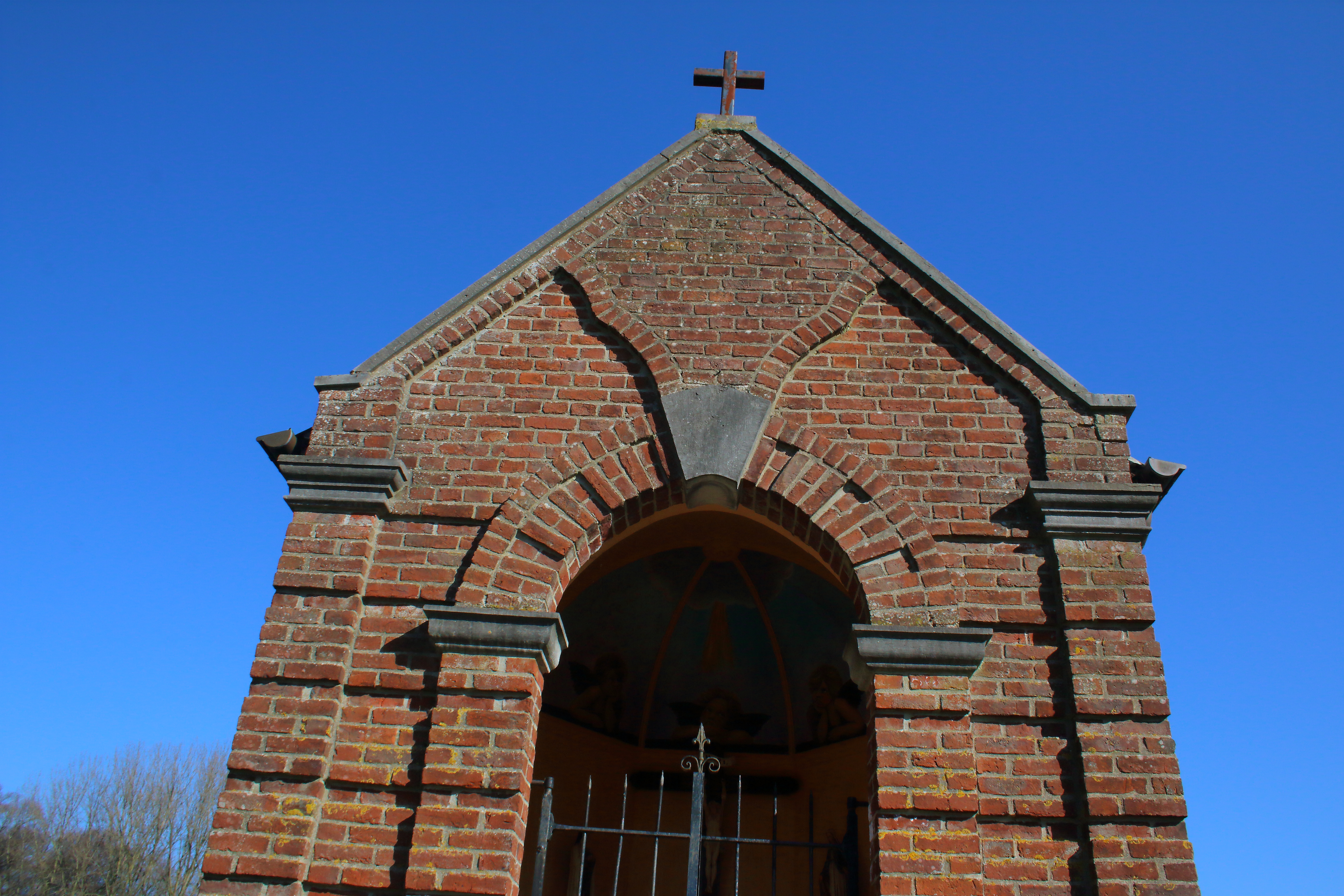
Trimpontkapel

De familienaam Trimpont, van Trimpont, Vantrimpont, is een vervorming van Thiripont of Tyripont wat stond voor Tierinpont.

## Oorsprong
Thiripont is de oudst gekende attestatie, ze dateert uit de 13de eeuw, meer bepaald uit 1228 en slaat op de huidige plaatsnaam Trimpont in Everbeek, een deelgemeente van Brakel in Oost-Vlaanderen.
Rond deze periode is een nakomeling van Tierry naar Everbeek getrokken en heeft zijn naam gegeven aan de plek in Everbeek waar hij zich heeft gevestigd en niet andersom. "de Tyripont" dateert uit het jaar 1366 en slaat op de familienaam van de persoon die op het plaatsje Tyripont of Thiripont woonde. Vandaar het vandaag nog bestaande gehucht Trimpont waar ook het Trimpontbos, dat deel uitmaakt van de Everbeekse bossen,  gelegen is. Samen met het aanpalende Brakelbos vormde dit een gebied dat door oude kroniekschrijvers als "Woud zonder einde en zonder genade" werd genoemd.
Tierry was afkomstig uit Henegouwen waar ook de stroom Trimpont zich bevindt, een zijtak van de Dender.

## Geschiedenis
De actuele familienaam van Trimpont, Van Trimpont of Vantrimpont werd in de 14de eeuw ook als de Tyripont gebruikt, beide varianten werden door mekaar gebruikt. Waarschijnlijk mag tevens worden aangenomen dat Everbeek de bakermat is van alle levende naamgenoten.
In de elfde eeuw werd Everbeek, door de graaf van Vlaanderen, als bruidsschat geschonken aan zijn dochter toen zij in het huwelijk trad met de graaf van Henegouwen. Deze heerlijkheid bleef dan gedurende eeuwen behoren tot het graafschap, nadien tot de provincie Henegouwen en kwam pas in 1963 naar Vlaanderen terug n.a.v. de taalgrens. Overigens telde de heerlijkheid op haar grondgebied ten minste zes kleine heerlijkheden, een van de heerlijkheden namelijk "Ten Berghe", was gedurende een lange periode in familiehanden. De heren van deze heerlijkheden behoorden tot de adelstand.

## Kasteel van Everbeek
Begin van de 17de eeuw was een telg van de familie slotvoogd van het kasteel in Everbeek, dat intussen al verdwenen is. Via zijn schoonvader, die tevens schepen was in Everbeek, werd hij heer in Everbeek en bezat er een landgoed van 25ha groot. Hij kreeg het predicaat "Den eersaemen ende discreten."
In de toenmalige samenleving maakte dergelijke status iemand tot een vooraanstaand notabel in zijn of haar leefgemeenschap dat aanleunde bij de toen almachtige adelstand. Vanaf dan werd ook een familiewapen toegeschreven dat omschreven wordt als volgt: "Van zilver, een Sint-Andrieskruis van keel met in het middelpunt een hart eveneens van zilver en vergezeld van vier vlammen, 2 en 2, ook van keel." 

## Vallei van Trimpont
Vallei van Trimpont of het Trimpontdal is 2,3 km lang en deze vallei wordt vaak omschreven als 'schilderachtig' omdat het een prachtig landschap bevat (tussen de Everbeekse bossen) dat meerdere kunstenaars inspiratie gaf. Er bevindt zich een oud kruis dat met de jaren in een eikenknot is vergroeid, herinnerd aan de dood van Joseph van Trimpont in 1843, zou hij zich tijdens een onweer onder diezelfde eik verscholen hebben en door de bliksem zijn geraakt.
Nog een merkwaardig erfgoedobject dat zich in de vallei bevindt is de Trimpontkapel, die opgericht is in 1884.